# ایزوکساپرولول
ایزوکساپرولول (انگلیسی: Isoxaprolol) یک آنتاگونیست آدرنرژیک با خواص ضد آریتمی و ضد فشار خون است.